# ワーカービー
株式会社ワーカービー（Worker Bee Inc.）は、日本のコンピュータソフトウェア開発会社。

## 概要
2003年11月7日にモバイル端末の開発者達が有限会社として設立した後、2006年12月には株式会社化した。地力・協力・努力・怪力という4つの力を理念に掲げ、携帯アプリをはじめとする各種ソフトウェアの開発のほか、コンテンツサービスやウェブデザインを行っている。
2011年 - 2012年にかけ、アイレムの横スクロールシューティングゲーム『R-TYPE』のAndroid版やauスマートパス版の開発を担当したことから、同年10月2日には「CEATEC JAPAN」のKDDIブースへの出展を果たした。
2018年からは欧州のパブリッシャーとの協業で家庭用ゲーム機向けのダウンロード配信も開始したが、同社の代表取締役・加藤祐司が2019年10月に設立されたTHQ Nordic Japanのマネージング・ディレクターを務めるようになり、それらのソフト販売はTHQ Nordic Japanに移行した。

## Living Games
読みは「リビングゲームズ」。「大人のためのハイクォリティゲームサイト」と称して運営されている、携帯アプリ配信サイト。2005年11月9日の設立当初はEZweb専用だったが、2007年6月1日にはSoftBankに、2008年6月3日にはウィルコムに、同年8月1日にはイー・モバイルに、同年9月16日にはi-modeにそれぞれ対応した（i-modeでの名称は「WORLDゲーム城」）。